# Wolfgang von Bayern
Wolfgang von Bayern (* 1. November 1451 in München; † 24. Mai 1514 in Landsberg am Lech) aus dem Hause Wittelsbach war der jüngste Sohn Herzog Albrechts III. von Bayern-München und seiner Ehefrau Anna von Braunschweig-Grubenhagen.

## Leben
Wolfgang wurde am 1. November 1451 in München geboren. Er war für den geistlichen Stand vorgesehen und reiste deshalb 1460 zusammen mit seinen Brüdern Johann IV. und Albrecht IV. nach Rom, wo er Papst Pius II., Nicolaus Cusanus und anderen Kardinälen vorgestellt wurde.
Als Albrecht nach Johanns Tod an der Regierung beteiligt werden wollte, unterstützte ihn Wolfgang. 1468 überließ er Albrecht gegen eine Entschädigung von zunächst 2400, später 3000 Gulden im Jahr für zwölf Jahre die Alleinregierung. Bei einer erneuten Italienreise – Wolfgang besuchte seine Schwester Margarete in Mantua, Albrecht reiste nach Rom weiter – bemühten sich die Brüder erfolglos um einen Kardinalshut für Wolfgang, obwohl Kaiser Friedrich III. und andere Fürsten den Plan unterstützt hatten.
Christoph, ein weiterer Sohn Albrechts III., wollte anders als Wolfgang unbedingt mitregieren. 1471 ließ Albrecht Christoph festnehmen. Wolfgang floh daraufhin aus München und versuchte durch Briefe an Kaiser Friedrich, zahlreiche Fürsten, die Stadt München und die oberbayerische Landschaft, Unterstützer für seinen inhaftierten Bruder zu gewinnen. Auch auf einem Reichstag in Regensburg warb er um Unterstützung für Christoph, der schließlich nach neunzehnmonatiger Haft freigelassen wurde und ebenfalls auf die Mitregierung verzichtete.
1477 erhöhte Albrecht im Gegenzug für einen erneuten Regierungsverzicht Wolfgangs jährliche Unterstützung auf 4000 Gulden. Seine Rechte an der ihm ebenfalls zugesprochenen Herrschaft Schwabegg konnte Wolfgang erst durchsetzen, nachdem er die Burg des Vorbesitzers durch eidgenössische Söldner hatte besetzen lassen. 1486 versuchte er, seinem entfernten Verwandten Johann von Pfalz-Mosbach den Augsburger Bischofsstuhl zu sichern.
Als König Maximilian, der Sohn Kaiser Friedrichs, 1488 in Brügge von aufständischen Untertanen gefangen genommen wurde, nahmen Wolfgang und Christoph am Feldzug zu seiner Befreiung teil. Wolfgang wurde daraufhin zum Rat König Maximilians ernannt und trat auch in die Dienste des Kaisers.
1489 eskalierte der Konflikt zwischen dem regierenden Herzog Albrecht und seinen Brüdern erneut. Wolfgang und Christoph erfuhren, dass Albrecht für den Fall, dass er ohne erbberechtigte Söhne sterben sollte, Georg von Bayern-Landshut zum Erben eingesetzt hatte, und traten daraufhin dem gegen Albrecht gerichteten Löwlerbund bei. Der Kaiser, dessen Tochter Kunigunde Albrecht gegen seinen Willen geheiratet hatte, unterstützte ihre erneute Forderung nach Mitregierung und ernannte auf Wolfgangs Vorschlag hin Philipp von der Pfalz zum Schiedsrichter im Streit zwischen den Brüdern. Noch 1492 ließ Wolfgang Albrechts Tölzer Schloss plündern.
Der Verzicht auf Kitzbühel zu Gunsten der Habsburger im Zuge des Landshuter Erbfolgekriegs ab 1504 wurde auch von Wolfgang geleistet. Im Primogeniturgesetz von 1506 verzichtete Wolfgang dann auch endgültig zugunsten Albrechts IV. und seiner Nachkommen auf das Herzogtum Bayern. Er war zwar Mitglied des Vormundschaftsrats für seinen Neffen Wilhelm IV., ließ sich bei den Sitzungen des Rates jedoch meist vertreten. Wolfgang starb am 24. Mai 1514 in Landsberg am Lech und wurde wie sein Vater im Kloster Andechs bestattet. Er hinterließ eine uneheliche Tochter.